# Yelbarga
Yelbarga là một thị xã panchayat của quận Koppal thuộc bang Karnataka, Ấn Độ.

## Địa lý
Yelbarga có vị trí 15°38′B 76°01′Đ / 15,63°B 76,02°Đ Nó có độ cao trung bình là 605 mét (1984 feet).

## Nhân khẩu
Theo điều tra dân số năm 2001 của Ấn Độ, Yelbarga có dân số 11.437 người. Phái nam chiếm 51% tổng số dân và phái nữ chiếm 49%. Yelbarga có tỷ lệ 58% biết đọc biết viết, thấp hơn tỷ lệ trung bình toàn quốc là 59,5%: tỷ lệ cho phái nam là 69%, và tỷ lệ cho phái nữ là 47%. Tại Yelbarga, 15% dân số nhỏ hơn 6 tuổi.